# درة باريك (مقاطعة تشرداول)
درة باريك (بالفارسية: دره باریک) هي قرية تقع في قسم هليلان الريفي في إيران. يقدر عدد سكانها بـ 203 نسمة .